# مصطفی سوم

مصطفی سوم (به زبان ترکی عثمانی:مصطفی ثالث) (۱۸/۲۸ ژانویه ۱۷۱۷ – ۲۱ ژانویه ۱۷۷۴) از سال ۱۷۵۷ تا ۱۷۷۴ سلطان امپراتوری عثمانی بود. پدرش سلطان احمد سوم و مادرش مهرشاه قادین بود. او در شهر ادیرنه زاده شده بود. وی حاکمی پر انرژی و فهیم بود و سعی بسیاری کرد تا دستگاه‌های دولتی و ارتش عثمانی را نوین کند.

## نگارخانه

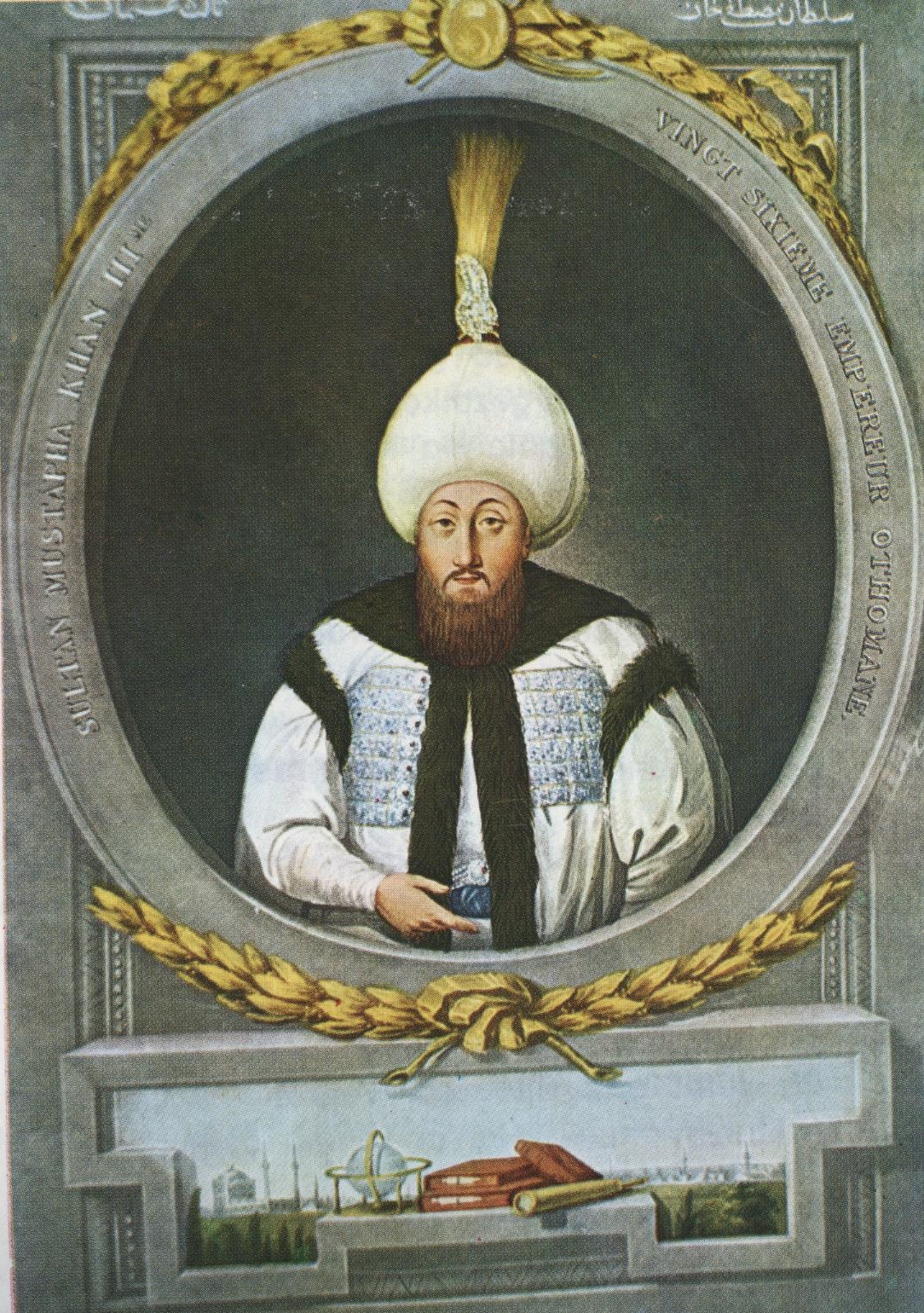
سلطان مصطفی ثالث
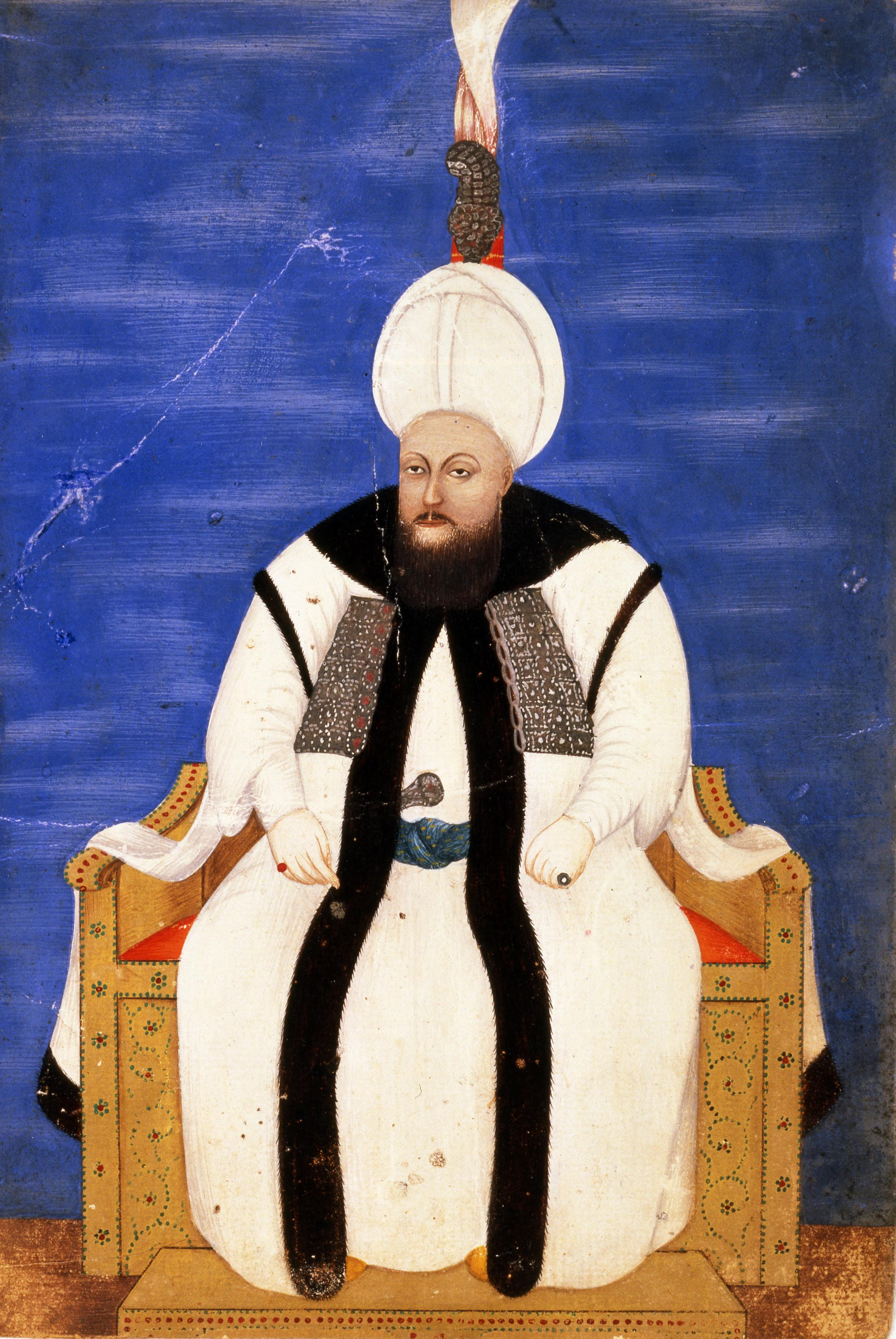
نگاره‌ای از مصطفی سوم
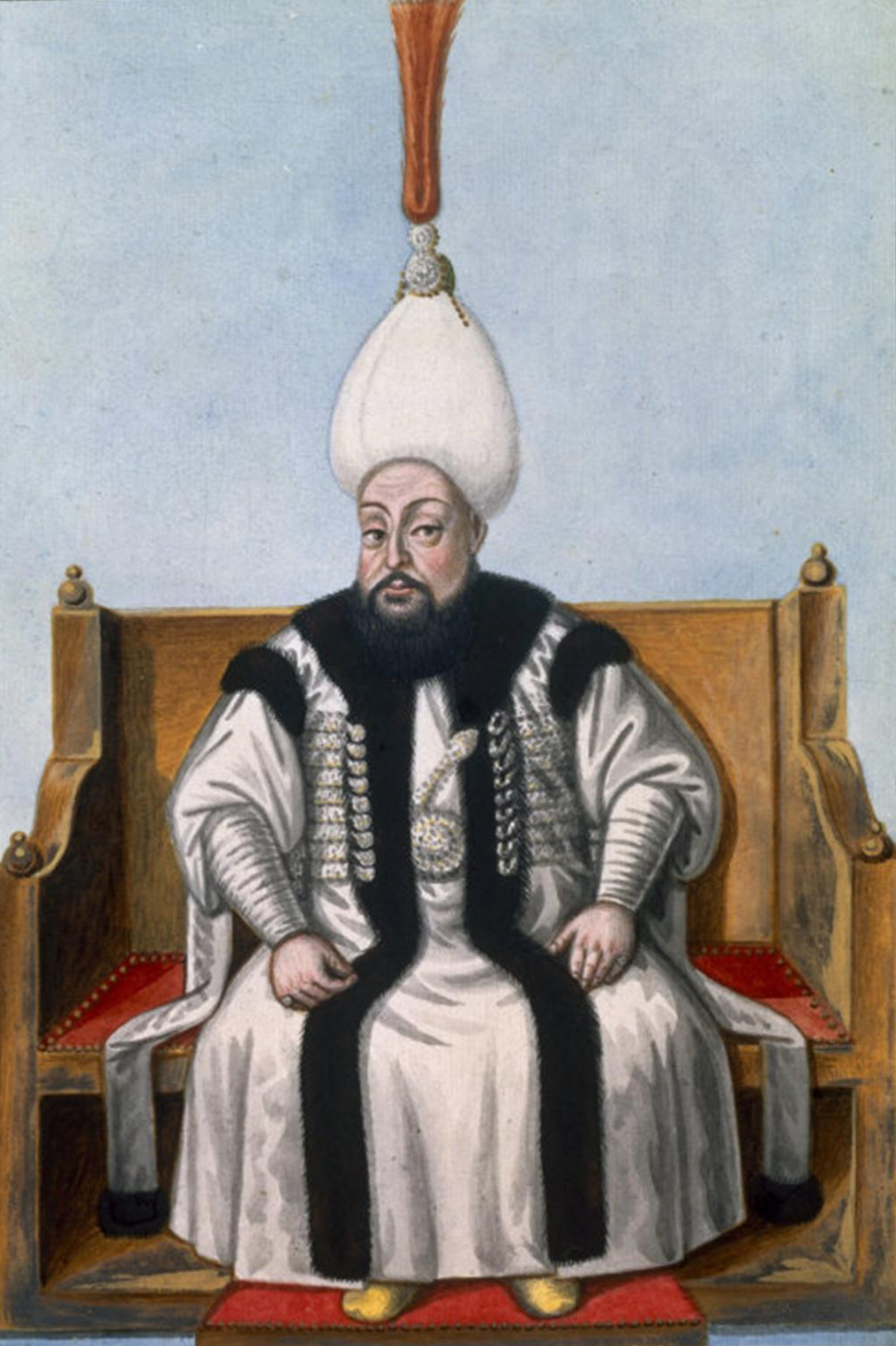
سلطان مصطفی خان در لباس و تخت سلطنتی
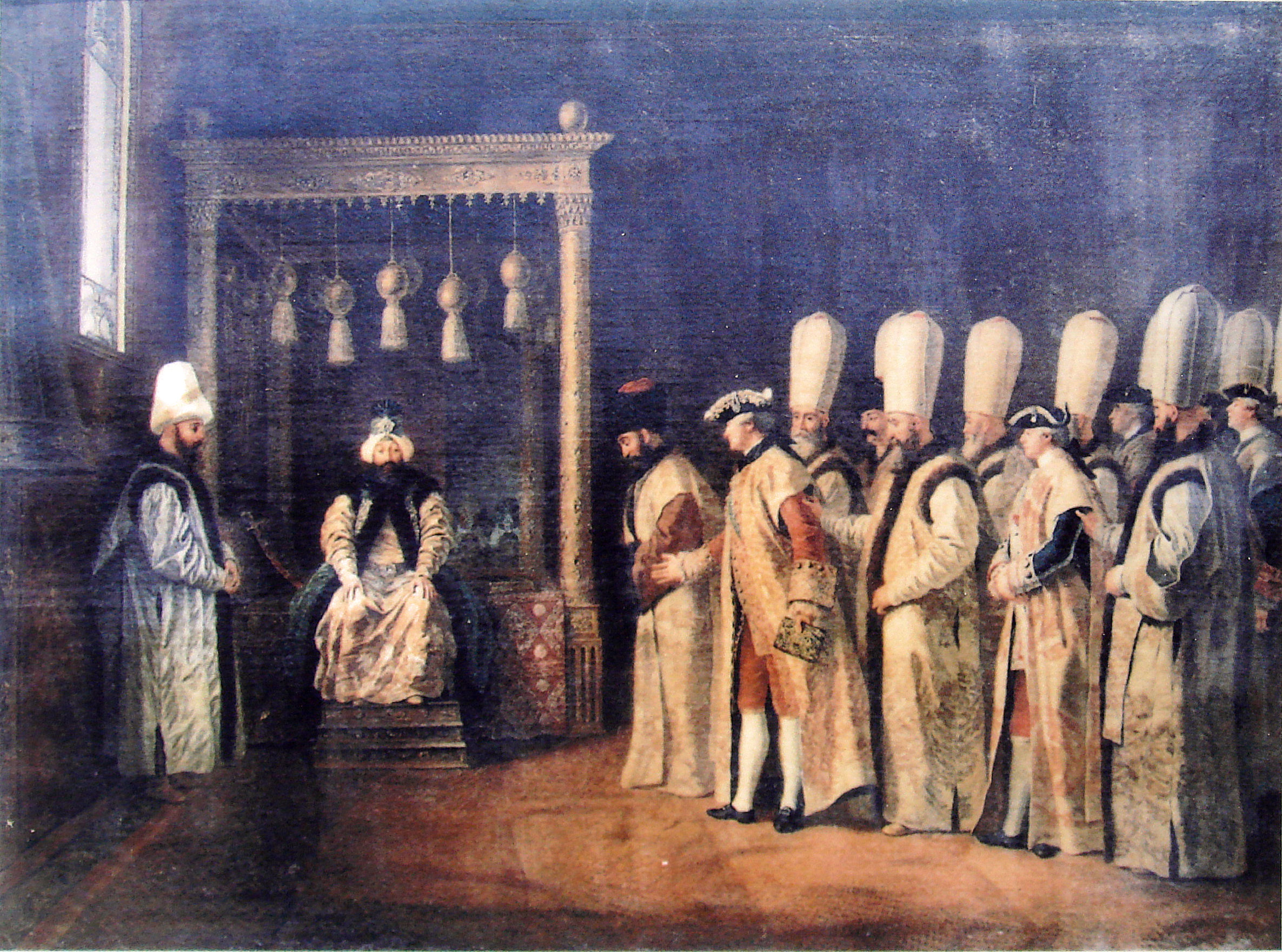
مراسم استقبال از کونته د سنت‌پریست در دربار عثمانی در سال ۱۷۶۷
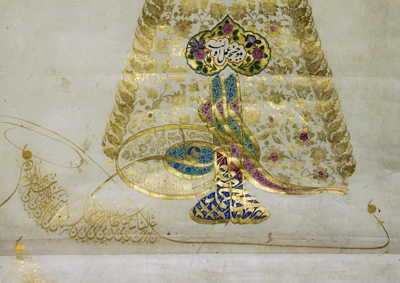
طغرای سلطان مصطفی سوم
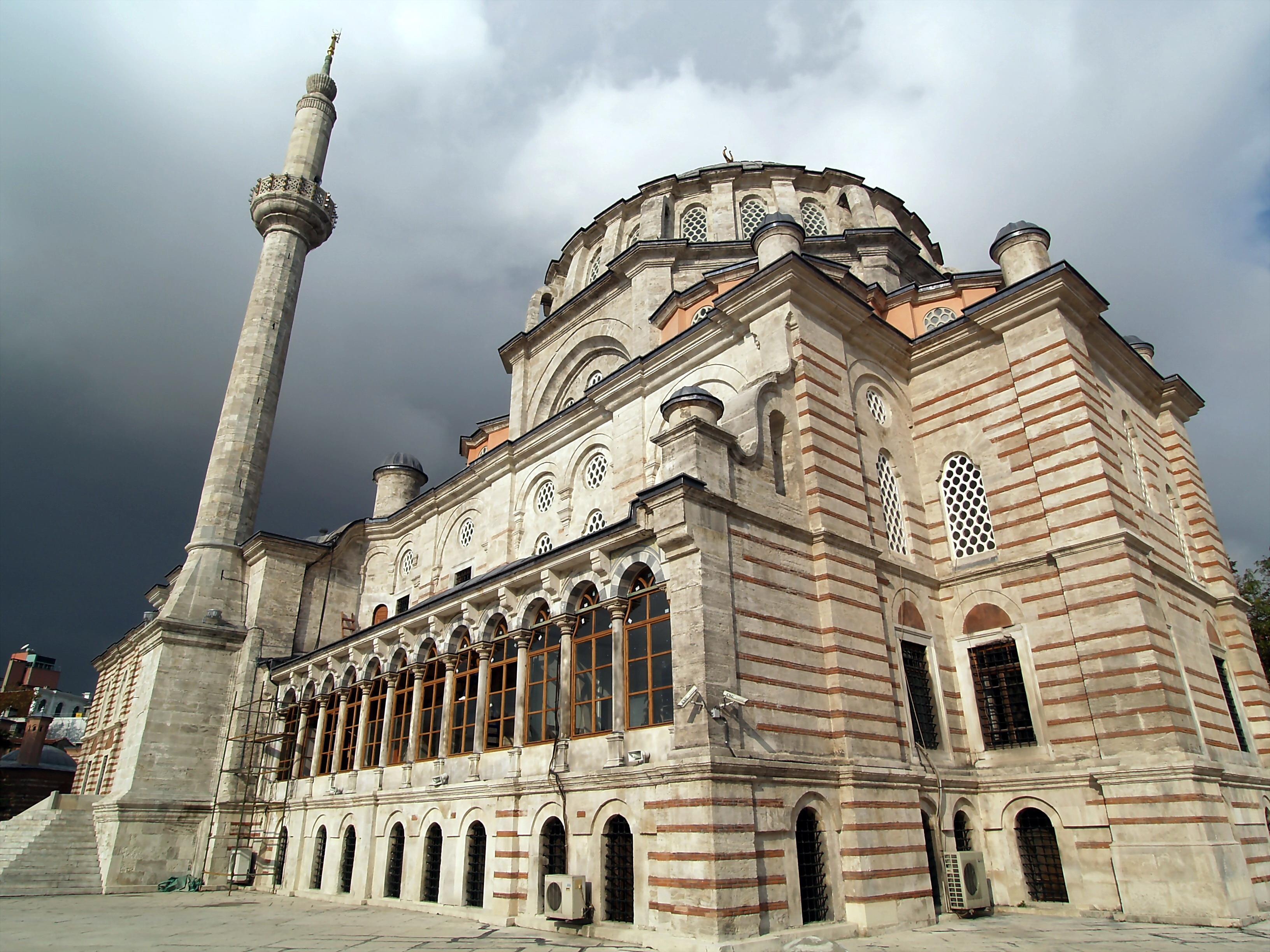
مسجد لاله‌لی به دستور سلطان مصطفی ثالث توسط محمد طاهرآقا، در استانبول ساخته شد.